# IBM Rational ClearCase
IBM Rational ClearCase – system kontroli wersji oprogramowania.
ClearCase stworzony został na początku lat 90. przez Atria Software. Atria zakupiona została przez Rational, a ten z kolei przez IBM. Rational zintegrował ClearCase ze swoimi własnymi produktami (Requisite Pro, Rose, ClearQuest, XDE). Obecnie IBM integruje produkty z linii Rational z własnymi produktami (np. Tivoli, IBM WebSphere Application Server).
Zadaniem narzędzi Rational jest pomoc w procesie deweloperskim od momentu specyfikacji wymagań dla aplikacji (Requisite Pro), poprzez modelowanie (XDE), do śledzenia błędów (ClearQuest), kontroli wersji (ClearCase) i testów (Test Manager).
Programy kontroli wersji, takie jak np. ClearCase monitorują, logują i zapisują wszelką działalność na interesujących nas plikach w czasie rzeczywistym. Jeśli system ten połączony zostanie z systemem śledzenia zmian (ClearQuest), to otrzymamy środowisko, w którym każda zmiana pliku musi być udokumentowana i zatwierdzona.